# Stina Gardell
Pour les articles homonymes, voir Gardell.
Stina Gardell, née le 28 mars 1990 à Stockholm, est une nageuse suédoise. Elle a pris part aux Jeux olympiques d'été de 2012, se classant vingtième des séries du 200 m nage libre et quatorzième du 400 m nage libre. Elle nage pour l'Université de Californie du Sud.

## Palmarès

### Championnats d'Europe
Grand bassin
- Championnats d'Europe 2014 à Berlin (Allemagne) :
  -  Médaille d'argent au titre du relais 4 × 100 m nage libre.